# Рэнделл, Эдвард
Эдвард Кит Рэнделл (англ. Edward Keith Randell; род. 2 июля 1988, Далуич, Большой Лондон, Англия, Великобритания) — английский музыкант, актёр и журналист, который наиболее известен своей актёрской работой в серии фильмов о Гарри Поттере и тем, что является участником известной вокальной группы The Swingle Singers.
Известен, как исполнитель роли ученика факультета Пуффендуя Джастина Финч-Флетчли в многолетней серии одноимённых фильмов, снятых по произведениям писательницы Джоан Роулинг (это была его первая и единственная работа в кино). В этой же части саги персонажу актера угрожала змея, которую создал Драко Малфой во время дуэли с Гарри Поттером в главном зале.
Рэнделл также является участником вокальной группы The Swingles, став им в 2012 году. Он также является внештатным журналистом и имеет степень бакалавра в области журналистики в City University of London.

## Фильмография
| Год  |   | Русское название              | Оригинальное название                   | Роль                 |
| ---- | - | ----------------------------- | --------------------------------------- | -------------------- |
| 2002 | ф | Гарри Поттер и Тайная комната | Harry Potter and the Chamber of Secrets | Джастин Финч-Флетчли |